# Народний секретаріат БНР
Народний Секретаріат Білоруської народної республіки (біл. Народны сакратарыят БНР; Narodny sakrataryjat BNR) — виконавчий орган, створений в Мінську Виконавчим комітетом Ради Всебілоруського з'їзду. Створення Секретаріату було оголошено в 1-й Статутній грамоті до народів Білорусі. Народний секретаріат був утворений 20 лютого 1918 і приступив до виконання обов'язків 21 лютого. Посада, рівнозначна посаді міністра, називалася народний секретар.

## Історія
Можливість скликання такого органу з'явилася після евакуації Облвиконкомзаху в ніч на 19 лютого 1918, після переходу в наступ німецької армії (Див. також: Брестський мир). Секретаріат оголосив себе верховною владою в краї до «скликання на демократичних засадах Установчих Зборів Білорусі».
Секретаріат був першим урядом БНР і, фактично, першим власне білоруським урядом, однак він не був формально визнаний як повноважний орган ні радянською владою в Москві, ні німецькою владою. 25 лютого 1918 року влада в Мінську перейшла до німецьких військ, вони вигнали Народний Секретаріат з його садиби і вилучили грошові кошти. 28 лютого діяльність Народного Секретаріату як білоруського національного представництва була дозволена німецькою військовою адміністрацією. За Другою Статутною грамотою, Народний Секретаріат Білорусі визначався органом виконавчої та адміністративної влади, він був відповідальний перед Радою Всебілоруського з'їзду (пізніше перейменованої в Раду БНР). З ініціативи Народного Секретаріату могли бути скликані надзвичайні збори Ради. 19 березня Народний секретаріат перемістився в нову будівлю за адресою вул. Захаріївська, 43 (Будинок Маліна), де орендував приміщення на третьому поверсі. Після проголошення незалежності БНР німці розігнали Раду БНР і Народний Секретаріат БНР. У наступні дні білоруським діячам вдалося домовитися з німецькою адміністрацією про відновлення діяльності Ради БНР, але до компетенції Народного Секретаріату тепер були передані тільки народна освіта, культура і соціальна опіка. Одночасно проголошення незалежності привело до припинення підтримки Народного Секретаріату з боку російських соціалістав-революціонерів. В опозиції до Народного секретаріату Білорусі перебувала пронімецьки налаштована група правих політичних діячів, які групувалися в Мінському білоруському представництві.
На початку травня соціалісти-революціонери Бодунова, Гриб, Заєць і соціал-демократ Смолич вийшли зі складу Народного секретаріату Білорусі. Був створений другий уряд БНР, який більш відомий як Рада п'ятьох. У травні праві члени Ради БНР створили Народний секретаріат Білорусі, альтернативний Раді п'ятьох під головуванням Романа Скірмунта. Народним секретарем внутрішніх справ став генерал Кипріян Кондратович, скарбник — мінський міський голова Станіслав Хржанстовський (у червні цю посаду зайняв Тодор Верніковський). Іншими членами уряду стали Павло Алексюк та Радослав Островський. Третій уряд працював до червня. Ліві і праві порозумілися, після чого був створений четвертий Народний секретаріат Білорусі, до складу якого увійшли члени БПС-Ф і БПС-Р. Головою став Ян Понеділок, Захарко, повернувся Заєць. Посада народного секретаря торгівлі і промисловості зайняв Верніковський.
У жовтні 1918 перейменований у Раду Народних Міністрів БНР.

## Керівники
Перший Голова — Йосип Воронко, в липні 1918 — Роман Скірмунт (кабінет не був сформований), з 22 липня — Ян Середа, з жовтня 1918 — Антон Луцкевич.

## Таблиця
| НС закордонних справ      | Йосип Воронко  | БСГ, центр                     |
| НС внутрішніх справ       | Іван Макреєв   | ПС-Р, українець                |
| НС освіти                 | А. Смолич      | БСГ, правий                    |
| НС юстиції                | Я. Белевич     | ПС-Р, лівий                    |
| НС народного господарства | Я. Середа      | безпартійний                   |
| НС шляхів сполучення      | В. Редька      | ПС-Р                           |
| НС фінансів               | Г. Белкінд     | ПС-Р, єврей                    |
| НС соціальної опіки       | П. Бодунова    | БСГ, лівий, «бястужавка»       |
| НС великоруських справ    | П. Злобін      | ПС-Р, правий, росіянин         |
| НС пошти і телеграфу      | А. Карабач     | БСГ, центр                     |
| НС контролю               | П. Кречевський | БСГ, центр                     |
| НС землеробства           | Т. Гриб        | БСГ, лівий                     |
| НС військових справ       | К. Єзовітов    | БСГ                            |
| НС без портфеля           | М. Гутман      | єврейська партія С. С. і Е. С. |
| Керуючий справами         | Л. Заєць       | народний соціаліст             |